# سیدلر، لاچین
سیدلر (ترکی آذربایجانی: Seidlyar) یک منطقهٔ مسکونی در جمهوری آرتساخ است که در استان کاشاتاق واقع شده‌است.